# Bolanów
Bolanów – osada leśna w Polsce, położona w województwie dolnośląskim, w powiecie lubińskim, w gminie Lubin.
W latach 1975–1998 miejscowość położona była w województwie legnickim. 